# Stazione di Fanna-Cavasso
Stazione di Fanna-Cavasso vasútállomás Olaszországban, Cavasso Nuovo településen.

## Vasútvonalak
Az állomást az alábbi vasútvonalak érintik:
- Sacile-Pinzano-vasútvonal

## Kapcsolódó állomások
A vasútállomáshoz az alábbi állomások vannak a legközelebb:
- Stazione di Meduno
- Stazione di Maniago